# Ходшо
Ходшо (Баландино, Хотчо) — озеро в Новосокольническом районе Псковской области. Располагается в верхнем течении Великой на высоте 206 м над уровнем моря в центральной части Вязовской волости на Бежаницкой возвышенности.
Площадь — 1,1 км² (110,1 га). Максимальная глубина — 8,5 м, средняя глубина — 4,7 м. Площадь водосборного бассейна — 84,78 км² (по другим данным — 55,4 км²).
На южном берегу озера расположена деревня Баландино, у восточного прибрежья — деревня Садиба.
Проточное. Через озеро (с востока на запад) протекает река Великая. Ходшо находится между двумя более крупными другими проточными озёрами Большой Вяз (к северо-востоку) и Большое Остриё (к западу).
Тип озера лещово-уклейный с ряпушкой. Массовые виды рыб: лещ, щука, ряпушка, плотва. уклея, окунь, густера, ерш, красноперка, карась, линь, налим, язь, пескарь, бычок-подкаменщик, вьюн, щиповка, елец, голавль, верховка, быстрянка, голец, девятииглая колюшка; широкопалый рак (низкопродуктивное).
Для озера характерны: леса, луга, болото, огороды; в литорали — песок, камни, заиленный песок, в центре — ил, камни, заиленный песок; есть сплавины.
Код водного объекта в государственном водном реестре — 01030000111102000025397.